# Cedaria
Cedaria (лат.) — вымерший род трилобитов из позднего кембрийского периода.
Это небольшой, довольно плоский трилобит с овальным очертанием, головным и хвостовым щитами примерно одинакового размера, семью сочленёнными сегментами в тораксе и шипами на задних краях головного щита, достигающими половины длины туловища. Cedaria обитала в начале позднего кембрия (дресбахский век) и особенно часто встречается в формации Уикс.

## Описание
Трилобит яйцевидной формы, длиной в среднем 1 см (максимум 2,5 см), ширина между кончиками щёчных колючек составляет ¾ от общей длины животного. Головной щит (цефалон) параболической формы с отчётливой, обычно затемнённой каймой, которая составляет около 10% от длины глабеллы или соответствует ширине сегмента торакса. Хорошо различимая центральная приподнятая область (глабелла) слегка сужается вперёд, спереди закруглена, но боковые бороздки выражены слабо. Затылочное кольцо хорошо выражено. Расстояние между глабеллой и каймой (предглабельное поле) составляет ±¼ от длины глабеллы или в два раза шире каймы. Глаза почковидной формы, составляют ±¼ длины глабеллы и средней длины глабеллы, расположены близко к ней (на расстоянии ⅓ ширины глабеллы). Остальные части цефалона, называемые фиксированными и свободными щеками (или фиксигенами и либригенами), плоские. Линии излома (швы), которые при линьке отделяют либригены от фиксиген, расходятся прямо перед глазами, становятся параллельными возле пограничной бороздки и слегка сходятся на краях. С задней стороны глаз швы загибаются наружу и немного назад, загибаются назад у боковой бороздки на кайме и разрезают задний край во внутреннем изгибе торакса (опистопарные швы). Сочленённый средний отдел туловища (торакс) состоит из семи сегментов, их внешние кончики загибаются назад, заострённые и тёмные. Хвостовой щит (пигидий) полукруглый, прямой или почти вогнутый, с длинной, низкой, сужающейся осью с пятью или шестью кольцами и четырьмя или пятью боковыми бороздками.  Кайма пигидия такая же широкая, как и у цефалона, тоже часто затемнена, но бороздка на кайме очень неглубокая или отсутствует.

## Таксономия
Bonneterrina, Carinamala, Cedaria, Cedarina, Paracedaria, Jimachongia и Vernaculina объединяются в семейство Cedariidae.

### Реклассифицированные виды
- C. buttsi = ?Crepicephalus
- C. woosteri = ?

## Распространение
- C. minor присутствует в верхнем кембрии Соединённых Штатов (между 200 м над основанием формации Уикс и 15 м в глубине известнякового слоя Биг-Хорс («большая лошадь»), формация Орр, хребет Хаус[англ.], округ Миллард, Юта), Канады (формация Раббиткиттл, горы Маккензи) и Гренландии[1].
- Также сообщается о находках Cedaria в формации Варриор[англ.] в Пенсильвании[4].